# Alice Benoît
Alice Benoît (Ermont, 27 marzo 1996) è una calciatrice francese, centrocampista della Lazio.

## Carriera

### Nazionale
Benoît inizia a essere convocata agli stage della Federcalcio francese per vestire le maglie delle nazionali giovanili dal 2012, inizialmente con la formazione Under-16, con la quale debutta in una doppia amichevole del 1º e 3 maggio con le pari età della Germania.
Nel settembre di quello stesso anno viene chiamata nella Under-17, debuttando in amichevole con la Svizzera, per poi essere inserita in rosa dal tecnico Angélique Roujas con la squadra che affronta le qualificazioni all'Europeo 2013 di categoria, l'ultimo disputato al Centre sportif de Colovray federale di Nyon. In quell'occasione Benoît gioca tutti i 6 incontri disputati dalla sua nazionale, con la Francia che si classifica al primo posto, da imbattuta, nel gruppo 3 della fase preliminare ma che nel secondo turno, ancora nel gruppo 3, deve cedere l'accesso alla fase finale alla Spagna che, pur avendo chiuso il girone a pari punti, con due vittorie e un pareggio ciascuna, passa il turno per una migliore differenza reti.
Del 2014 è la prima convocazione in Under-19, chiamata dal tecnico Gilles Eyquem nella fase élite di qualificazione all'Europeo di Norvegia 2014. Eyquem la impiega in due dei tre incontri del gruppo 3, dove debutta il 5 aprile nella vittoria per 5-1 sulla Romania, saltando la partita con la Polonia (2-2), e giocando l'ultimo incontro del girone che, perdendo per 1-0 con le pari età della Svezia, nega a lei e alle compagne l'accesso alla fase finale. Questa è anche l'ultimo incontro nel quale Benoît indossa la maglia delle Blues..

## Statistiche

### Presenze e reti nei club
Statistiche aggiornate al 28 aprile 2025.
| Stagione                | Squadra                 | Campionato              | Campionato | Campionato | Coppe nazionali | Coppe nazionali | Coppe nazionali | Coppe internazionali | Coppe internazionali | Coppe internazionali | Altre coppe | Altre coppe | Altre coppe | Totale | Totale |
| Stagione                | Squadra                 | Comp                    | Pres       | Reti       | Comp            | Pres            | Reti            | Comp                 | Pres                 | Reti                 | Comp        | Pres        | Reti        | Pres   | Reti   |
| ----------------------- | ----------------------- | ----------------------- | ---------- | ---------- | --------------- | --------------- | --------------- | -------------------- | -------------------- | -------------------- | ----------- | ----------- | ----------- | ------ | ------ |
| 2011-2012               | La Roche-sur-Yon        | D2                      | 5          | 1          | CF              | -               | -               | -                    | -                    | -                    | -           | -           | -           | 5      | 1      |
| 2012-2013               | La Roche-sur-Yon        | D2                      | 17         | 2          | CF              | 1               | 0               | -                    | -                    | -                    | -           | -           | -           | 18     | 2      |
| Totale La Roche-sur-Yon | Totale La Roche-sur-Yon | Totale La Roche-sur-Yon | 22         | 3          |                 | 1               | 0               |                      | -                    | -                    |             | -           | -           | 23     | 3      |
| 2013-2014               | Soyaux                  | D1                      | 22         | 0          | CF              | 2               | 0               | -                    | -                    | -                    | -           | -           | -           | 24     | 0      |
| 2014-2015               | Saint-Étienne           | D1                      | 17         | 0          | CF              | 4               | 0               | -                    | -                    | -                    | -           | -           | -           | 21     | 0      |
| giu.-dic. 2015          | Guingamp                | D1                      | 4          | 0          | CF              | -               | -               | -                    | -                    | -                    | -           | -           | -           | 4      | 0      |
| gen.-giu. 2016          | Yzeure                  | D2                      | 9          | 2          | CF              | -               | -               | -                    | -                    | -                    | -           | -           | -           | 9      | 2      |
| 2016-2017               | Yzeure                  | D2                      | 22         | 2          | CF              | 1               | 0               | -                    | -                    | -                    | -           | -           | -           | 23     | 2      |
| 2017-2018               | Yzeure                  | D2                      | 13         | 2          | CF              | 2               | 0               |                      | -                    | -                    |             | -           | -           | 15     | 2      |
| Totale Yzeure           | Totale Yzeure           | Totale Yzeure           | 44         | 6          |                 | 3               | 0               |                      | -                    | -                    |             | -           | -           | 47     | 6      |
| 2018-2019               | Paris FC                | D1                      | 16         | 0          | CF              | 3               | 0               |                      | -                    | -                    |             | -           | -           | 19     | 0      |
| 2019-2020               | Paris FC                | D1                      | 15         | 0          | CF              | 0               | 0               |                      | -                    | -                    |             | -           | -           | 15     | 0      |
| Totale Paris FC         | Totale Paris FC         | Totale Paris FC         | 31         | 0          |                 | 3               | 0               |                      | -                    | -                    |             | -           | -           | 34     | 0      |
| 2020-2021               | Soyaux                  | D1                      | 13         | 0          | CF              | 1               | 0               |                      | -                    | -                    |             | -           | -           | 14     | 0      |
| 2021-2022               | Sassuolo                | A                       | 12         | 0          | CI              | 1               | 0               |                      | -                    | -                    | SI          | 1           | 0           | 14     | 0      |
| 2022-2023               | Parma                   | A                       | 20         | 1          | CI              | 1               | 0               |                      | -                    | -                    |             | -           | -           | 21     | 1      |
| 2023-2024               | Sampdoria               | A                       | 25         | 0          | CI              | 2               | 0               | -                    | -                    | -                    | -           | -           | -           | 27     | 0      |
| 2024-gen. 2025          | Sampdoria               | A                       | 13         | 0          | CI              | 1               | 0               | -                    | -                    | -                    | -           | -           | -           | 14     | 0      |
| Totale Sampdoria        | Totale Sampdoria        | Totale Sampdoria        | 38         | 0          |                 | 3               | 0               |                      | -                    | -                    |             | -           | -           | 41     | 0      |
| gen.-giu. 2025          | Lazio                   | A                       | 9          | 0          | CI              | 2               | 0               |                      | -                    | -                    |             | -           | -           | 11     | 0      |
| Totale carriera         | Totale carriera         | Totale carriera         | 232        | 10         |                 | 21              | 0               |                      | -                    | -                    |             | 1           | 0           | 254    | 1      |